# كايتي كاي

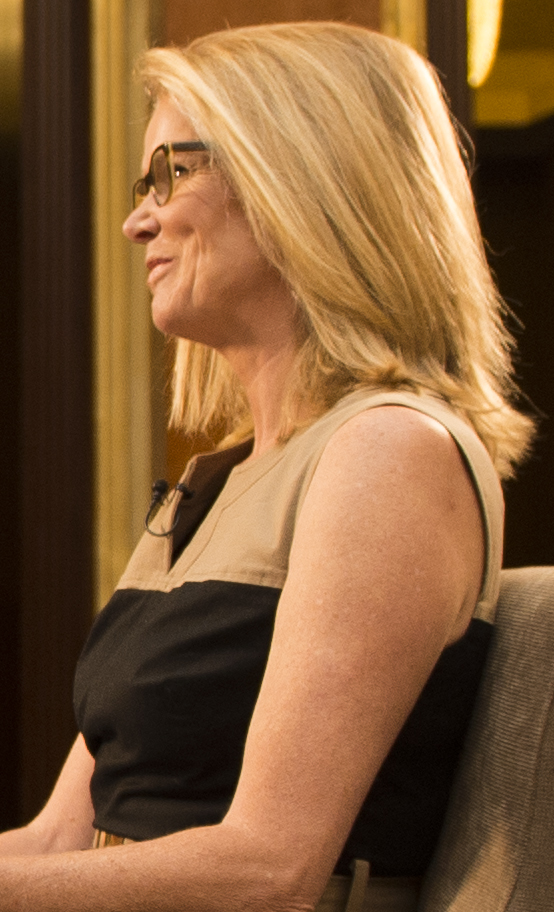

كايتي كاي (بالإنجليزية:  Katty Kay)‏؛ (14 نوفمبر 1964 -) هي صحفية إنجليزية والمذيعة الرئيسية لبي بي سي ورلد نيوز أمريكا في بي بي سي ورلد نيوز. عملت سابقا منذ 2002 مراسلة بي بي سي نيوز في واشنطن. وتدون أيضا في موقع ترو/سلانت وعضو مجلس أمناء مؤسسة المرأة الدولية للإعلام.

## النشأة والمسيرة
ولدت كايتي كاي في 14 نوفمبر 1964 ونشأت في عدة دول شرق أوسطية أين عمل أبوها دبلوماسيا. درست اللغات الحديثة في جامعة أوكسفورد وبالتالي تتحدث الفرنسية والإيطالية بطلاقة. عملت عقب تخرجها لصالح بنك إنجلترا ثم اتجهت بعد ذلك للعمل في وكالة غوث في زيمبابوي.
بعد وقت قصير، جلب صديقها مات فراي آداة تسجيل وأقنعها بأن تصبح صحفية. انضمت كاي لبي بي سي في 1990 مراسلة في زيمبابوي للقسم الأفريقي لخدمة بي بي سي العالمية (بي بي سي ورلد سيرفس). رجعت إلى لندن لتعمل في إذاعة بي بي سي ورلد سيرفس قبل أت تُعين في طوكيو لتعمل لصالح محطة بي بي سي نيوز التلفزيونية في 1992 ثم في واشنطن العاصمة في 1996. بعد ذلك بقليل التحقت بالقسم الإخباري لذي تايمز لكنها رجعت صحفية مستقلة في بي بي سي في 2002 تعمل انطلاقا من الولايات المتحدة.
انطلاقا من يونيو 2004، شاركت كاي في تقديم نشرات بي بي سي ورلد الإخبارية مع مايك إمبلي في لندن وتُعرض النشرات في 230 قناة تلفزيونية حكومية في الولايات المتحدة وفي بي بي سي أمريكا. منذ 1 أكتوبر 2007 أصبحت كاي مراسلة للبرنامج الإخباري ذو ساعة واحدة بي بي سي ورلد نيوز أمريكا في بي سي ورلد الذي يُبث انطلاقا من واشنطن العاصمة والذي أذاعه مايك فراي والذي يُعرض في بي بي سي نيوز تشانل وبي بي سي أمريكا وبي بي سي ورلد نيوز. وتظهر كاي غالبا ضيفة شرف ضمن طاولة ضيوف في ذا كريس ماثيوز شاو وميت ذا برس في إن بي سي ولاري كينغ لايف في سي إن إن. وتعوض في بعض المرات دايان ريم في دايان ريم شاو في إن بي آر.

## مؤلفاتها
ويمنوميكس، بالمشاركة مع كلير شيبمان، هاربربزنس، 2 يونيو 2009

## الحياة الشخصية
كايتي كاي متزوجة من توم كارفر مراسل سابق لبي بي سي وكبير نائب المديرين في كنترول ريسكس غروب. ولديها أربعة أولاد.

## روابط خارجية
- كايتي كاي على موقع IMDb (الإنجليزية)
- كايتي كاي على موقع قاعدة بيانات الفيلم (الإنجليزية)